# 루라의 니콜라스

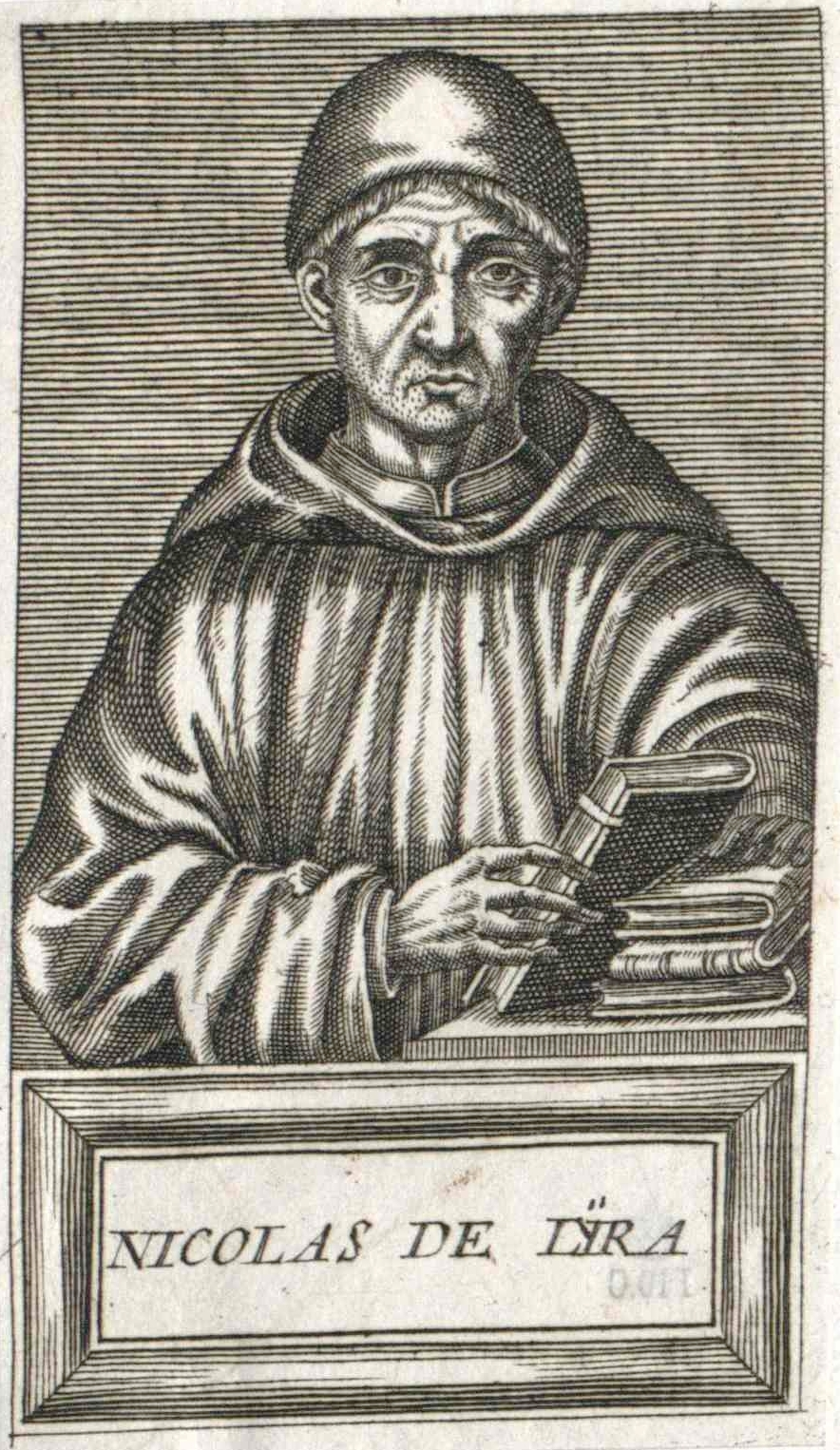

루라의 니콜라스(Nicholas of Lyra, Nicolaus Lyranus, 1270년경~1349년 10월)는 프란체스코회 교사였던 루라는 중세 시대에 가장 영향력 있는 성서 주석가 중 한 명이었다. 종교개혁자 마르틴 루터에게 성경해석에 영향을 주었다. 성경을 설명하는 니콜라스의 접근 방식은 문자적 의미에 확고하게 기반을 두고 있었으며, 니콜라스는 교회 전통의 권위있는 가치를 인정했지만, 텍스트 비평의 초기 단계인 히브리어 본문을 참조하여 오류를 수정할 것을 촉구할 정도로 텍스트적 근거를 중요하게 생각했다. 니콜라스는 히브리어를 완전히 마스터하고 라시(Shlomo Yitzchaki)와 다른 랍비들의 주석서, 레이몬드 마티니의 푸지오 피데이, 토마스 아퀴나스의 주석서 등 모든 자료를 활용했다. 명쾌하고 간결한 설명과 탄탄한 근거를 바탕으로 한 관찰 덕분에 포스틸레(Postillae )는 16세기까지 가장 많이 인용된 주석서가 되었다. 마르틴 루터는 이 책에 의존했다. 루터는 "창세기 강해"에서 그의 주석을 광범위하게 사용했다. 그는 또한 테이블 토크에서 그의 작품을 높이 평가했다.

## 저서
- 《Les Postilles et Expositions des Évangiles》 (프랑스어), Pierre Desrey, translator, Paris: Pierre et Guillaume Le Rouge, 1492
- 《Apocalypse Commentary》, P Krey, translator, Kalamazoo, MI, 1997
- 《The Postilia of Nicholas of Lyra on the Song of Songs》, JG Kiecker, translator, Milwaukee, MI, 1998